# Espada y planeta

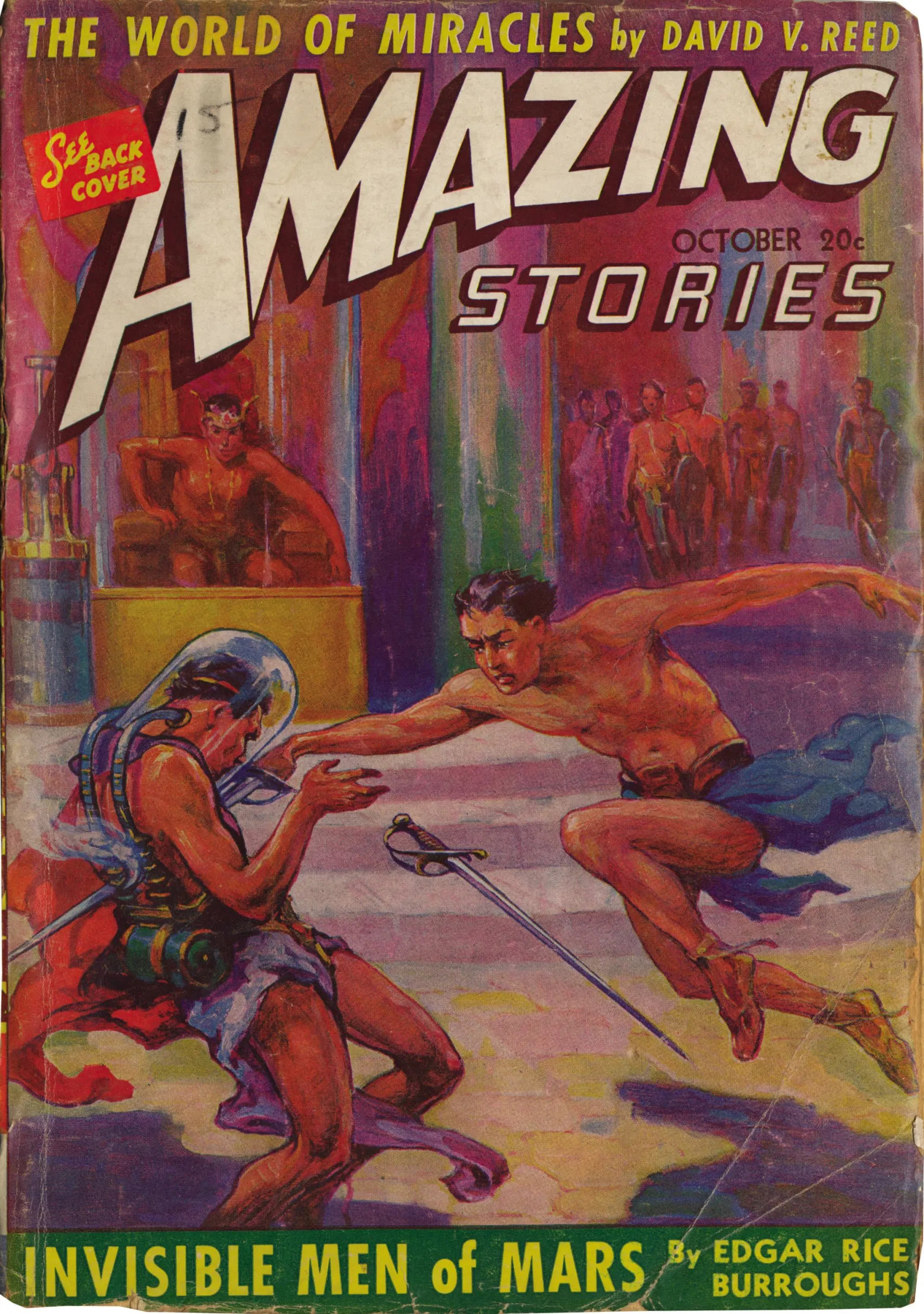
Portada de Amazing Stories, octubre de 1941

Espada y planeta (en inglés Sword and Planet) es un subgénero de la fantasía científica que presenta emocionantes historias de aventuras que ocurren en otros planetas, y que incluyen generalmente a humanos como protagonistas. El nombre se deriva de los héroes del género, quienes enfrentan a sus adversarios en combate cuerpo a cuerpo principalmente con armas de melé simples como las espadas, incluso en un escenario que con frecuencia tiene tecnología avanzada. Aunque varias obras presagian el género, como Across the Zodiac de Percy Greg (1880) y Lieut. Gullivar Jones: His Vacation de Edwin Lester Arnold (1905; publicado en los Estados Unidos en 1964 con el título traducido de Gulliver de Marte), el prototipo del género es Una princesa de Marte de Edgar Rice Burroughs, originalmente serializada en la revista pulp All-Story en 1912 con el título "Under the Moons of Mars" (Bajo las lunas de Marte).
Este género es anterior a la popularidad general de la ciencia ficción propiamente dicha, y no incluye necesariamente rigor científico alguno, consistiendo en cambio en cuentos románticos de altas aventuras. Por ejemplo, no se hace gran esfuerzo en explicar por qué el ambiente del planeta alienígena es compatible con la vida de la Tierra, y simplemente se dice que es así, de forma que el héroe pueda moverse e interactuar con los nativos. La tecnología nativa con frecuencia rompe las leyes conocidas de la física.
El nombre de género de "espada y planeta" fue formulado en imitación de aquellos de los subgéneros de espada y brujería y espada y sandalia. La frase al parecer fue acuñada por primera vez en la década de 1960 por Donald A. Wollheim, editor de Ace Books, y más tarde de DAW Books en un momento en que el género pasaba por un renacimiento. Las editoriales norteamericanas Ace Books y DAW Books fueron fundamentales en que muchas de las historias más tempranas del pulp de espada y planeta se volvieran a imprimir, así como en publicar una gran cantidad de obras nuevas e imitativas escritas por una nueva generación de autores.
Existe gran superposición entre los subgéneros de espada y planeta y de romance planetario, aunque se considera que algunas obras pertenecen a un subgénero y no al otro. El romance planetario se caracteriza más por ser influenciado por obras como Una princesa de Marte, si bien más moderno y con mayor conocimiento tecnológico, en tanto que las obras de espada y planeta imitan de manera más directa las convenciones establecidas por Burroughs en la serie marciana. Esto significa, en particular, que el héroe aparece solo como el único ser humano proveniente de la Tierra, que las espadas son el arma de elección, y que aunque el planeta alienígena tiene alguna tecnología avanzada, esta es usada solamente en aplicaciones limitadas con el propósito de avanzar la historia o de aumentar la grandiosidad de la ambientación. En general, los planetas alienígenas en estas historias parecen más medievales y primitivos que la Tierra. Esto lleva a situaciones anacrónicas, como la existencia de barcos voladores que flotan gracias a tecnología antigravedad, a la vez que los viajes por tierra se hacen al lomo de animales nativos domesticados.

## Historia

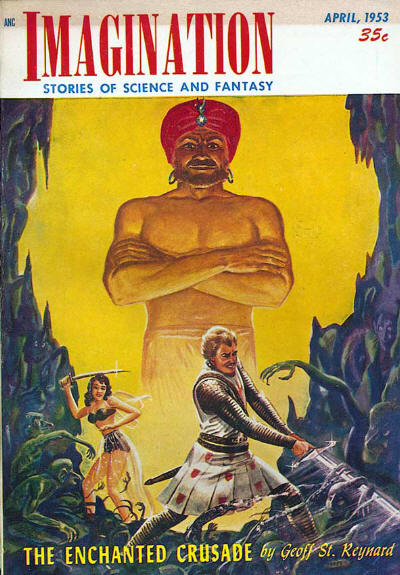
Portada de Imagination, abril de 1953

Las historias del género de espada y planeta pueden categorizarse principalmente en dos clases cronológicas.

### Comienzos
La primera categoría incluye a las historias del propio Burroughs y las de sus primeros imitadores, de los cuales el más significativo fue Otis Adelbert Kline.
En Una princesa de Marte, John Carter, un oficial y soldado del ejército confederado, se ha dedicado a la exploración minera en Arizona después de la guerra civil para poder recuperar su fortuna. En circunstancias misteriosas, sin embargo, resulta transportado a Marte, planeta que sus habitantes llaman Barsoom. Allí encuentra extraterrestres salvajes y monstruosos, una hermosa princesa y una vida de aventuras y asombro. Burroughs continuó este primer libro con varias historias más de Barsoom y con otra serie que podría considerarse de espada y planeta, centrada en el héroe Carson Napier y sus aventuras en Venus (la serie de Venus), conocido por sus habitantes como Amtor. Podría considerarse a la serie Pellucidar de Burroughs como de espada y planeta (interior), en tanto sigue la mayoría de las convenciones de la trama que se describen más adelante.

### Desarrollos modernos
El segundo grupo, más amplio, incluye a autores que comenzaron a escribir pastiches de Burroughs desde mediados de la década de 1960 hasta principios de la de 1970. Entre tales autores se encuentran Lin Carter y Michael Moorcock. Con excepción de continuaciones de las extensas secuencias de Dray Prescot de Kenneth Bulmer y Gor de John Norman, y de parodias ocasionales de series anteriores, no han aparecido muchas obras nuevas en este género por parte de las principales editoriales desde 1980. Una excepción notable son dos libros escritos por S. M. Stirling y publicados por el editorial Tor: The Sky People (La gente del cielo; 2006) e In the Courts of the Crimson Kings (En las cortes de los reyes carmesí; 2008). Sin embargo, editoriales más pequeñas han seguido publicando nuevos trabajos en el género, sobre todo Wildside Press, principalmente a través del sello Borgo Press. En 2007, por ejemplo, Wildside/Borgo publicó un nuevo libro en la serie Torlo Hannis of Noomas de Charles Nuetzel e imprimió la trilogía Talera de Charles Allen Gramlich.

## Forma

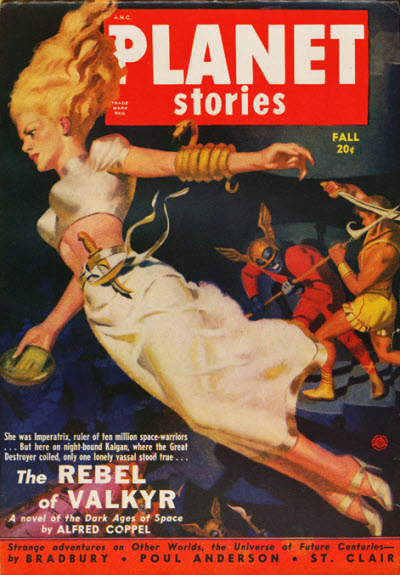
Portada de Planet Stories, otoño de 1950

Burroughs estableció una serie de convenciones que fueron seguidas bastante de cerca por la mayoría de obras posteriores en el género de espada y planeta. Típicamente, el primer libro de una serie de espada y planeta utiliza algunos o todos los siguientes puntos de la trama:
Un rudo pero caballeroso protagonista masculino, proveniente de la Tierra de un período no muy lejano al nuestro, resulta transportado a un mundo distante. Esta transferencia puede ocurrir a través de proyección astral, teletransportación, viaje en el tiempo o cualquier forma similar de magia científica, pero no debe implicar que el viaje entre mundos sea fácil o común. El terrícola se encuentra así como el único representante de su raza en un planeta extraño. Este planeta se encuentra en una etapa de civilización premoderna, incluso bárbara, si bien pueden existir tecnologías notables aquí y allá que sugieren un pasado más avanzado. No existe la obligación de que las propiedades físicas o la biología del planeta alienígena sigan alguna noción científica sobre las potenciales condiciones de mundos habitables; en general, las condiciones son similares a las de la Tierra, pero con variaciones como un sol de color diferente o con un número diferente de lunas. Es posible invocar una gravedad más baja para explicar cosas como la existencia de grandes animales o personas voladores, o la fuerza sobrehumana del héroe, pero de lo contrario se ignora. (Una princesa de Marte, sin embargo, al escribirse por primera vez, seguía de manera laxa las teorías más optimistas existentes durante la época sobre Marte, por ejemplo, las de Percival Lowell, quien imaginaba un Marte agonizante y seco irrigado por una red de canales artificiales).
No mucho tiempo después de descubrir su predicamento, el terrestre se ve envuelto en una lucha entre dos o más facciones, naciones o especies. Por supuesto, se pone del lado de la nación con la mujer más bonita, que en ocasiones resulta ser una princesa. Sin embargo, antes de poder dedicarse a cortejarla en serio, es secuestrada por un villano o villanos malévolos. El terrícola, blandiendo su espada (el arma local preferida, para la cual tiene talento), emprende una gesta para recuperar a la mujer y darle una paliza a los secuestradores. De camino atraviesa un terreno salvaje e inhóspito, enfrentándose con animales y monstruos salvajes, descubriendo civilizaciones perdidas gobernadas por tiranos crueles o sacerdotes malvados, y repetidamente se ve envuelto en luchas a espada, es encarcelado, escapa audazmente y rescata a otros prisioneros, y mata a cualquier hombre o bestia que se interponga en su camino. Al final de la historia, derrota al villano y libera a la princesa cautiva, solo para encontrar otra crisis emergente que requerirá de todo su ingenio y sus músculos, pero que no se resolverá sino hasta "la siguiente y excitante novela en las aventuras de ...!"

## Lista de obras

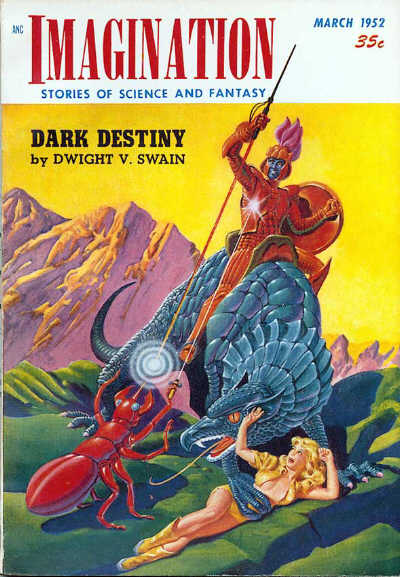
Portada de Imagination, marzo de 1952

La lista que se presenta a continuación es ciertamente incompleta, pero incluye algunas de las obras más representativas, importantes y recordadas del género. Algunas de las fechas se refieren a fechas de reimpresión, no a las fechas de publicación original.

### Edgar Rice Burroughs

#### La serie de Barsoom (o)La serie de John Carter de Marte)
- Una princesa de Marte (serial 1912 / novela 1917)
- Los dioses de Marte (1913/1918)
- El señor de la guerra de Marte (1913-1914 / 1919)
- Thuvia, dama de Marte (1916/1920)
- Las piezas de ajedrez de Marte (1922/1922)
- La mente maestra de Marte (1927/1928)
- Un luchador de Marte (1930/1931)
- Espadas de Marte (1934-1935 / 1936)
- Hombres sintéticos de Marte (1939/1940)
- Llana de Gathol (1941/1948)
- Skeleton Men of Jupiter (1943/1964) - publicado en John Carter de Marte (1964) junto con John Carter and the Giant of Mars (1941).

#### La serie de Amtor (o)Serie de Carson Napier de Venus)
- Piratas de Venus ( 1934 )
- Perdido en Venus ( 1935 )
- Carson de Venus ( 1939 )
- Escape en Venus ( 1946 )
- El mago de Venus ( 1970 )

#### La serie de la Doncella de la Luna
- The Moon Maid (1923)
- TThe Moon Men / Under the Red Flag (1925)
- The Red Hawk (1925)

#### Beyond the Farthest Star (novela)
- Adventure on Poloda (1942)
- Tangor Returns (1964)

### Alex Raymond
- Flash Gordon (1934) tira cómica, series de radio y cine, película, televisión, animación

### Roger Sherman Hoar (como Ralph Milne Farley)

#### Serie de Venus
- The Radio Man (1924) conocida también como An Earthman on Venus
- The Radio Beasts (1925)
- The Radio Planet (1926)
- The Radio Man Returns (2005) incluyendo The Radio Minds of Mars

### John Ulrich Giesy

#### Serie de Palos
- Palos of the Dog Star Pack (1918)
- The Mouthpiece of Zitu (1919)
- Jason, Son of Jason (1921)

### Alekséi Tolstói
- Aelita (1923)

### Otis Adelbert Kline

#### Serie de Venus
- Planet of Peril (1929)
- Prince of Peril (1930)
- The Port of Peril (1932) también conocida como Buccaneers of Venus

#### Serie de Marte
- The Swordsman of Mars (1933)
- The Outlaws of Mars (1933)

### Gustave LeRouge
- The Vampires of Mars (1908) también conocida como The Prisoner of the Planet Mars
- The War of the Vampires (1909)

### Edmond Hamilton

#### Serie de Stuart Merrick
- Kaldar, World of Antares (1933)
- The Snake-men of Kaldar (1933)
- The Great Brain of Kaldar (1935)

### Robert E. Howard
- Almuric (1939/1964 - empezada alrededor de 1936, supuestamente completada póstumamente por Otis Adelbert Kline)

### Manly Wade Wellman
- Sojarr of Titan (1941)

### Arkady y Boris Strugatski
- Que difícil es ser Dios (Трудно быть богом) (1964)

### Gardner F. Fox

#### Serie de Llarn
- Warriors of Llarn (1964)
- Thief of Llarn (1966)

### Michael Moorcock

#### Serie de Sojan the Swordsman (cuentos juveniles)
- Sojan the Swordsman (1957)
- Sojan, Swordsman of Zylor (1957)
- Sojan and the Sea of Demons (1957)
- Sojan and the Plain of Mystery (1958)
- Sojan and the Sons of the Snake-God (1958)
- Sojan and the Devil Hunters of Norj (1958)
- Klan the Spoiler (1958)
- Dek of Noothar (1957)
- Rens Karto of Bersnol (1958)

#### Serie Kane of Old Mars (escribiendo como Edward Powys Bradbury)
- Warrior of Mars (1965) también conocida como City of the Beast
- Blades of Mars (1965) también conocida como Lord of the Spiders
- Barbarians of Mars (1965) también conocida como Masters of the Pit

### John Frederick Lange (escribiendo comoJohn Norman)

#### Serie deGor
1. Tarnsman of Gor (1966)
2. Outlaw of Gor (1967)
3. Priest-Kings of Gor (1968)
4. Nomads of Gor (1969)
5. Assassin of Gor (1970)
6. Raiders of Gor (1971)
7. Captive of Gor (1972)
8. Hunters of Gor (1974)
9. Marauders of Gor (1975)
10. Tribesmen of Gor (1976)
11. Slave Girl of Gor (1977)
12. Beasts of Gor (1978)
13. Explorers of Gor (1979)
14. Fighting Slave of Gor (1980)
15. Rogue of Gor (1981)
16. Guardsman of Gor (1981)
17. Savages of Gor (1982)
18. Blood Brothers of Gor (1982)
19. Kajira of Gor (1983)
20. Players of Gor (1984)
21. Mercenaries of Gor (1985)
22. Dancer of Gor (1985)
23. Renegades of Gor (1986)
24. Vagabonds of Gor (1987)
25. Magicians of Gor (1988)
26. Witness of Gor (2001)
27. Prize of Gor (2008)
28. Kur of Gor (2009)
29. Swordsmen of Gor (2010)
30. Mariners of Gor (2011)
31. Conspirators of Gor (2012)
32. Smugglers of Gor (Oct 2012)
33. Rebels of Gor (Oct 2013)
34. Plunder of Gor (Jun 2016)
35. Quarry of Gor (Jun 2019)

### Philip José Farmer

#### Serie El mundo de niveles
- The Maker of Universes (1965)
- The Gates of Creation (1966)
- A Private Cosmos (1968)
- Behind the Walls of Terra (1970)
- The Lavalite World (1977)
- Red Orc's Rage (1991)
- More Than Fire (1993)

### Julius Schwartz
- Adam Strange (1958) personaje de DC Comics

### Richard Corben

#### Den Series, un personaje de cómics que aparece enHeavy Metaly otras publicaciones.
- "Neverwhere" (1978, 1985, 1991)
- "Muvovum" (1984, 1991)
- "Children of Fire" (1992)
- "Dreams" (1992)
- "Elements" (1992)

### Mike Resnick

#### Serie Ganímedes
- The Goddess of Ganymede (1968)
- Pursuit on Ganymede (1968)

### Charles Nuetzel

#### Serie de Torlo Hannis
- Warriors of Noomas (1969)
- Raiders of Noomas (1969)
- Slavegirl of Noomas (2007) (con Heidi Garrett)

### Lin Carter

#### Serie de Calisto
- Jandar of Callisto (1972)
- Black Legion of Callisto (1972)
- Sky Pirates of Callisto (1973)
- Mad Empress of Callisto (1975)
- Mind Wizards of Callisto (1975)
- Lankar of Callisto (1975)
- Ylana of Callisto (1977)
- Renegade of Callisto (1978)

#### Serie estrella verde
- Under the Green Star (1972)
- When the Green Star Calls (1973)
- By the Light of the Green Star (1974)
- As the Green Star Rises (1975)
- In the Green Star's Glow (1976)

#### Serie Misterios de Marte
- The Man Who Loved Mars (1973)
- The Valley Where Time Stood Still (1974)
- The City Outside the World (1977)
- Down to a Sunless Sea (1984)

### Kenneth Bulmer (escribiendo como Alan Burt Akers y como Dray Prescot)

#### Dray Prescot series
- Transit to Scorpio (1972)
- The Suns of Scorpio (1973)
- Warrior of Scorpio (1973)
- Swordships of Scorpio (1973)
- Prince of Scorpio (1974)
- Manhounds of Antares (1974)
- Arena of Antares (1974)
- Fliers of Antares (1975)
- Bladesman of Antares (1975)
- Avenger of Antares (1975)
- Armada of Antares (1976)
- The Tides of Kregen (1976)
- Renegade of Kregen (1976)
- Krozair of Kregen (1977)
- Secret Scorpio (1977)
- Savage Scorpio (1978)
- Captive Scorpio (1978)
- Golden Scorpio (1978)
- A Life for Kregen (1979)
- A Sword for Kregen (1979)
- A Fortune for Kregen (1979)
- A Victory for Kregen (1980)
- Beasts of Antares (1980)
- Rebel of Antares (1980)
- Legions of Antares (1981)
- Allies of Antares (1981)
- Mazes of Scorpio (1982)
- Delia of Vallia (1982)
- Fires of Scorpio (1983)
- Talons of Scorpio (1983)
- Masks of Scorpio (1984)
- Seg the Bowman (1984)
- Werewolves of Kregen (1985)
- Witches of Kregen (1985)
- Storm Over Vallia (1985)
- Omens of Kregen (1985)
- Warlord of Antares (1988)
- Scorpio Reborn (Wiedergeborens Scorpio, 1991)
- Scorpio Assassin (Meuchelmörder von Scorpio, 1992)
- Scorpio Invasion (Invasion von Scorpio, 1992)
- Scorpio Ablaze (Scorpio in Flammen, 1992)
- Scorpio Drums (Die Trommeln von Scorpio, 1992)
- Scorpio Triumph (Der Triumpf von Scorpio, 1993)
- Intrigue of Antares (Die Intrige von Antares, 1993)
- Gangs of Antares (Die Banditen von Antares, 1994)
- Demons of Antares (Die Dämonen von Antares, 1994)
- Scourge of Antares (Die Geißel von Antares, 1994)
- Challenge of Antares (Die Fehde von Antares, 1995)
- Wrath of Antares (Der Zorn von Antares, 1996)
- Shadows over Kregen (Schatten über Kregen, 1996)
- Murder on Kregen (Mord auf Kregen, 1997)
- Turmoil on Kregen (Aufruhr auf Kregen, 1997)
- Betrayal on Kregen (Verrat auf Kregen, 1998)

### Leigh Brackett

#### Serie de Eric John Stark
- Eric John Stark: Outlaw of Mars (1982)
  - The Secret of Sinharat (1964 - revision of Queen of the Martian Catacombs (1949))
  - People of the Talisman (1964 - revision of Black Amazon of Mars (1951))
- Enchantress of Venus (aka City of the Lost Ones) (1949)
- The Book of Skaith (1976)
  - The Ginger Star (1974)
  - The Hounds of Skaith (1974)
  - The Reavers of Skaith (1976)

#### Otras
- The Sword of Rhiannon (Magazine version "Sea-Kings of Mars")
- Lorelei of the Red Mist (with Ray Bradbury)
- Shadow over Mars

### Gerard F. Conway (escribiendo como Wallace Moore)

#### Serie Balzan Of The Cat People
- The Blood Stones (1975)
- The Caves of Madness (1975)
- The Lights of Zetar (1975)

### Andrew J. Offutt
- Ardor on Aros (1973)
- Chieftain of Andor aka Clansman of Andor (1976)

### Mike Sirota

#### Serie Dannus/Reglathium
- the Prisoner of Reglathium (1978)
- the Conquerors of Reglathium (1978)
- The Caves of Reglathium (1978)
- the Dark Straits of Reglathium (1978)
- Slaves of Reglathium

### Jack Vance

#### Planeta de aventura
- Los Chasch (City of the Chasch, 1968)
- Los Wankh (Servants of the Wankh, 1969)
- Los Dirdir (The Dirdir, 1969)
- Los Pnume (The Pnume, 1970)

### David J. Lake

#### Serie de Xuma
- The Gods of Xuma (1978)
- Warlords of Xuma (1983)

### Charles Allen Gramlich

#### Serie Talera
- Swords of Talera (2007)
- Wings Over Talera (2007)
- Witch of Talera (2007)
- Wraith of Talera (2016)
- Gods of Talera (2016)

### Dan Simmons

#### Ilium / Olympos
- El ciclo Ilium/Olympos (2003/2005) tiene elementos de este género, escenificando el mito de la guerra de Troya en un Marte terraformado en el futuro lejano.

### Dibujos animados
- Blackstar (serie de televisión), serie animada de 1981 con muchos elementos del género.
- Masters of the Universe, una franquicia de medios. Si bien el protagonista de la serie no es de la Tierra, su madre proviene de la Tierra.
- ThunderCats, una franquicia de medios. Los personajes son de Thundera y aterrizan en la Tercera Tierra.
- Piratas de las aguas negras (Serie de TV) 1991–1992 es una serie animada de fantasía producida por Hanna-Barbera.

### Largometrajes animados
- Wizards 1977
- Heavy Metal 1981
- Starchaser: The Legend of Orin 1985